# Sabah (journal)
Pour les articles homonymes, voir Sabah (homonymie).
Sabah (Matin : en turc) est un quotidien national turc fondé en 1985. Avec un tirage de 320 000 exemplaires par jour, il est le troisième plus important quotidien du pays, derrière Posta et Hürriyet.
Le journal appartient à Ahmet Çalık, un homme d'affaires inconnu jusqu'à ce qu'il l'achète et dont le chef de rédaction est Erdal Şafak.
Le quotidien publie également le supplémentaire de dimanche en accord avec New York Times en Turquie.
Sabah est considéré comme un journal proche du Parti de la justice et du développement,,,.
En 2022, Sabah publie des photos et des vidéos de plusieurs dissidents turcs exilés en Suède, avec leurs adresses. Deux d'entre aux sont ensuite agressés.

## Ligne éditoriale
Sabah avec le quotidien Yeni Şafak sont vraisemblablement les deux grands journaux les plus proches du gouvernement de Recep Tayyip Erdogan.
Selon la BBC, ces dernières années, ces deux titres ont couvert sans réserve les activités du président turc, le soutenant dans les campagnes électorales et référendaires. Les deux quotidiens emploient également un ensemble de chroniqueurs éminents qui soutiennent fermement le gouvernement, chassant toutes les voix sceptiques restantes.
Pour le radiodiffuseur britannique de service public, Sabah et Yeni Safak présentent ainsi « un menu constant de théories du complot sur de prétendues campagnes mondiales contre la Turquie et Erdogan. »

## Propriétaire
Avec les chaînes ATV et A Haber, Sabah fait partie de Turkuvaz Medya, qui possède également un certain nombre de petits journaux.
Depuis 2013, Turkuvaz Medya appartient à Zirve Holding, qui fait partie du groupe Kalyon. Il appartenait auparavant à Calik Holding sous l’ancien ministre du Trésor et des Finances, Berat Albayrak, gendre d’Erdogan. Calik et Kalyon ont remporté ces dernières années d'importants contrats pour des projets d'infrastructure turcs, notamment dans les domaines de l'énergie et des transports.

## Controverses
Sabah a été accusé d'avoir publié des informations fabriquées dans le passé.

### Désinformation pendant les manifestations de Gezi
Lors du mouvement protestataire de 2013 en Turquie, Sabah a suivi le journal progouvernemental Star en rapportant des allégations explosives d'une jeune mère concernant le harcèlement massif de la part des manifestants. Il s'est révélé plus tard qu'elle était la belle-fille d'un maire municipal du Parti de la justice et du développement au pouvoir. Les journalistes et chroniqueurs qui ont initialement diffusé l’histoire ont admis plus tard qu’elle avait été fabriquée.